# Мура (притока Салі)
Мура́ — річка в Росії, права притока Салі. Протікає територією Красногорського району .Удмуртії.
Річка починається за 4 км на північний захід від присілка Сектир. Протікає на північний схід. Впадає до Салі в середній її течії. Береги річки на всьому протязі заліснені, у верхній течії заболочені. Приймає декілька дрібних приток.
Над річкою розташовано присілок Піонерський, уздовж правого берега проходить вузькоколійна залізниця.